# Eetu Heino
Eetu Heino, né le 5 septembre 1988, est un joueur finlandais de badminton. Il a commencé à jouer au badminton dans son école à Pargas, puis en 2006, il rejoint l'équipe nationale finlandaise de badminton,.
En 2014, il remporte une médaille de bronze aux Championnats d'Europe de badminton par équipes 2014 à Bâle.